# 우르스 회즐

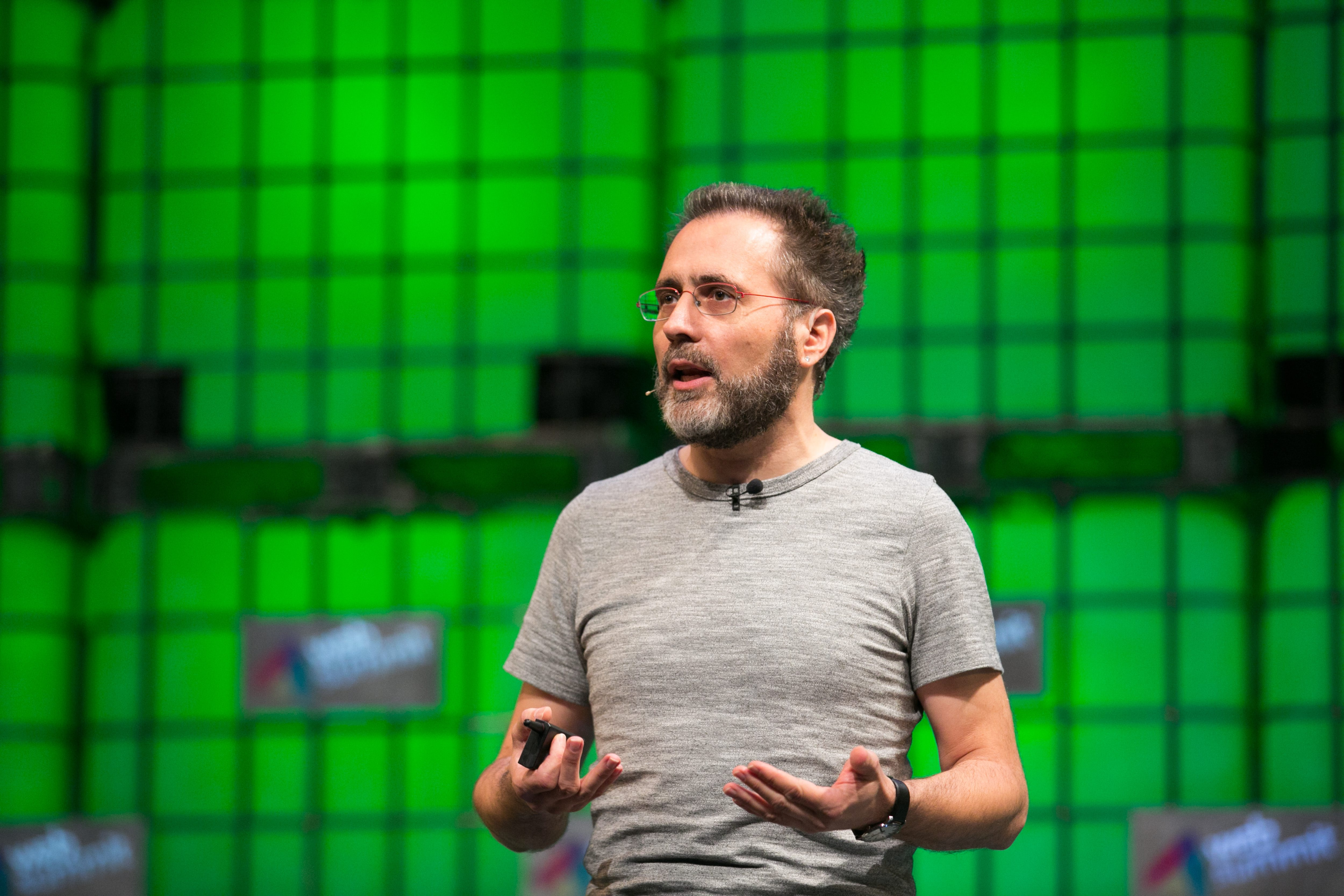

우르스 회즐(Urs Hölzle, 독일어 발음: [ˈʊrs ˈhœltslɛ])은 스위스 소프트웨어 엔지니어이자 기술 임원이다. 구글의 8번째 직원이자 첫 번째 엔지니어링 부사장인 그는 구글의 개발 프로세스와 인프라, 엔지니어링 문화의 많은 부분을 형성시켰다. 가장 주목할만한 기여는 에너지 효율적인 데이터 센터, 분산 컴퓨팅 및 스토리지 시스템, 소프트웨어 정의 네트워킹과 같은 기본 클라우드 인프라 개발을 주도한 것이다. 2023년 7월까지 그는 구글의 기술 인프라 부문 수석 부사장 겸 구글 펠로였다. 2023년 7월에 구글 펠로로 위치를 옮겼다.